# Antepipona thailandia
Antepipona thailandia är en stekelart som beskrevs av Gusenleitner 2002. Antepipona thailandia ingår i släktet Antepipona och familjen Eumenidae. Inga underarter finns listade i Catalogue of Life.